# Campeonato Mundial de Badminton de 1989
O 6º Campeonato Mundial de Badminton foi realizado em Jakarta, Indonésia, em 1989.

## Local
- Senayan Istora

## Medalhistas
| Event             | Ouro                            | Prata                             | Bronze                                |
| ----------------- | ------------------------------- | --------------------------------- | ------------------------------------- |
| Simples Masculino | Yang Yang                       | Ardy Wiranata                     | Icuk Sugiarto                         |
| Simples Masculino | Yang Yang                       | Ardy Wiranata                     | Eddy Kurniawan                        |
| Simples Feminino  | Li Lingwei                      | Huang Hua                         | Tang Jiuhong                          |
| Simples Feminino  | Li Lingwei                      | Huang Hua                         | Sawendah Kusumawardani                |
| Duplas Masculinas | Li Yongbo e Tian Bingyi         | Chen Kang e Chen Hongyong         | Razif Sidek e Jalani Sidek            |
| Duplas Masculinas | Li Yongbo e Tian Bingyi         | Chen Kang e Chen Hongyong         | Rudy Gunawan e Eddy Hartono           |
| Duplas Femininas  | Lin Ying e Guan Weizhen         | Chung Myung-hee e Hwang Hye-young | Maria Bengtsson e Christine Magnusson |
| Duplas Femininas  | Lin Ying e Guan Weizhen         | Chung Myung-hee e Hwang Hye-young | Sun Xiaoqing e Zhou Lei               |
| Duplas Mistas     | Park Joo-bong e Chung Myung-hee | Eddy Hartono e Verawaty Fajrin    | Wu Chibing e Yang Xinfang             |
| Duplas Mistas     | Park Joo-bong e Chung Myung-hee | Eddy Hartono e Verawaty Fajrin    | Wang Pengren e Shi Fangjing           |

## Resultados

### Simples Masculino
|  | Quartas de final       | Quartas de final       | Quartas de final | Quartas de final | Quartas de final |                |                | Semifinais | Semifinais | Semifinais | Semifinais | Semifinais |  |  | Final     | Final     | Final | Final | Final |
|  |                        |                        |                  |                  |                  |                |                |            |            |            |            |            |  |  |           |           |       |       |       |
|  | Yang Yang              | Yang Yang              | 15               | 15               |                  |                |                |            |            |            |            |            |  |  |           |           |       |       |       |
|  | Poul-Erik Høyer Larsen | Poul-Erik Høyer Larsen | 11               | 7                |                  |                |                |            |            |            |            |            |  |  |           |           |       |       |       |
|  | Poul-Erik Høyer Larsen | Poul-Erik Høyer Larsen | 11               | 7                |                  | Yang Yang      | Yang Yang      | 13         | 15         | 15         |            |            |  |  |           |           |       |       |       |
|  |                        |                        |                  |                  |                  | Yang Yang      | Yang Yang      | 13         | 15         | 15         |            |            |  |  |           |           |       |       |       |
|  |                        | Icuk Sugiarto          | Icuk Sugiarto    | 15               | 7                | 9              |                |            |            |            |            |            |  |  |           |           |       |       |       |
|  | Icuk Sugiarto          | Icuk Sugiarto          | Icuk Sugiarto    | 15               | 7                | 9              | 15             | 1          | 17         |            |            |            |  |  |           |           |       |       |       |
|  | Icuk Sugiarto          | Icuk Sugiarto          |                  |                  |                  |                | 15             | 1          | 17         |            |            |            |  |  |           |           |       |       |       |
|  | Zhao Jianhua           | Zhao Jianhua           | 8                | 15               | 15               |                |                |            |            |            |            |            |  |  |           |           |       |       |       |
|  |                        |                        |                  |                  |                  |                |                |            |            |            |            |            |  |  | Yang Yang | Yang Yang | 15    | 2     | 15    |
|  |                        |                        | Ardy Wiranata    | Ardy Wiranata    | 10               | 15             | 5              |            |            |            |            |            |  |  |           |           |       |       |       |
|  | Eddy Kurniawan         | Eddy Kurniawan         | 15               | 15               |                  |                |                |            |            |            |            |            |  |  |           |           |       |       |       |
|  | Xiong Guobao           | Xiong Guobao           | 10               | 13               |                  |                |                |            |            |            |            |            |  |  |           |           |       |       |       |
|  | Xiong Guobao           | Xiong Guobao           | 10               | 13               |                  | Eddy Kurniawan | Eddy Kurniawan | 18         | 10         | 13         |            |            |  |  |           |           |       |       |       |
|  |                        |                        |                  |                  |                  | Eddy Kurniawan | Eddy Kurniawan | 18         | 10         | 13         |            |            |  |  |           |           |       |       |       |
|  |                        | Ardy Wiranata          | Ardy Wiranata    | 14               | 15               | 15             |                |            |            |            |            |            |  |  |           |           |       |       |       |
|  | Hermawan Susanto       | Hermawan Susanto       | Ardy Wiranata    | 14               | 15               | 15             | 8              | 11         |            |            |            |            |  |  |           |           |       |       |       |
|  | Hermawan Susanto       | Hermawan Susanto       |                  |                  |                  |                | 8              | 11         |            |            |            |            |  |  |           |           |       |       |       |
|  | Ardy Wiranata          | Ardy Wiranata          | 15               | 15               |                  |                |                |            |            |            |            |            |  |  |           |           |       |       |       |

## Quadro de Medalhas
| Pos | País          | Ouro | Prata | Bronze | Total |
| --- | ------------- | ---- | ----- | ------ | ----- |
| 1   | China         | 4    | 2     | 4      | 10    |
| 2   | Coreia do Sul | 1    | 1     | 0      | 2     |
| 3   | Indonésia     | 0    | 2     | 4      | 6     |
| 4   | Dinamarca     | 0    | 0     | 1      | 1     |
| 4   | Malásia       | 0    | 0     | 1      | 1     |
| 4   | Suécia        | 0    | 0     | 1      | 1     |